# Midgårdsglaciären
Midgårdsgletscher är en glaciär i Grönland (Kungariket Danmark).   Den ligger i kommunen Sermersooq, i den södra delen av Grönland, 700 km öster om huvudstaden Nuuk. Midgårdsgletscher ligger 397 meter över havet.
Terrängen runt Midgårdsgletscher är varierad. En vik av havet är nära Midgårdsgletscher åt sydväst.  Trakten runt Midgårdsgletscher är nära nog obefolkad, med mindre än två invånare per kvadratkilometer. Det finns inga samhällen i närheten. Trakten runt Midgårdsgletscher är permanent täckt av is och snö.